# Cambio (banda)
Cambio es un supergrupo del Rock alternativo Filipino, integrada por Raimund Marasigan, Zabala Buddy, Dancel Ebe, Mapa Diego y Kris Gorra Dancel.

## Historia
Cuando Ely Buendía salió de la banda Eraserheads en algún momento en 2002, los miembros restantes como Buddy Zabala, Marcus Adoro y Raimund Marasigan, decidieron continuar mediante la audición de la cantante y guitarrista Kris Gorra (de la banda indie all-girl de género pop-punk, Fatal Posporos y, más adelante, Duster). Después de solo unos meses, Marcus Adoro dejó el grupo y llevó a cabo una pasión por el surf y por su propio esfuerzo musical, Markus autopista. Zabala, Marasigan y Gorra (más adelante, Gorra-Dancel) decidió seguir adelante, añadiendo a Ebe Dancel y Diego Mapa (de Monsterbot y Pedicab), convirtiéndose así en Cambio. 
Cambio ha sido conocido por tener canciones sobre el Pinoy Pop Culture, tales como DV (Divisoria, un local comercial en Manila que fue popular por haber productos a precios asequibles) y Call Center (una incipiente industria en las Filipinas).

## Miembros
- Kris Gorra-Dancel - voz principal, guitarra rítmica.
- Ebe Dancel - guitarra principal y coros.
- Diego Mapa - guitarra rítmica y efectos de audio y voz.
- Buddy Zabala - bajo
- Raimund Marasigan - Batería y percusiones.

## Discografía

### Álbumness
- Derby Light (2004)
- Matic (2007)

### EP
- Excerpt EP (2003)